# Port-Manech (Moret)
Port-Manech is een schilderij van Henry Moret. Hij schilderde het in 1896 in Port-Manech (Névez) aan de zuidkust van Bretagne. Sinds 1948 maakt het deel uit van de collectie van de Hermitage in Sint-Petersburg. 

## Voorstelling
Op Port-Manech schilderde Moret de monding van de rivier de Aven, met op de voorgrond een huis en verderop twee kleine boten in het water. Hoewel het gebied rond Port-Manech tegenwoordig veel bebouwing kent, was het in die tijd nagenoeg verlaten. De ongerepte schoonheid oefende een grote aantrekkingskracht op de kunstenaar uit.

## Achtergrond
Vanaf de jaren tachtig van de negentiende eeuw verbleef Moret regelmatig aan de kust van Bretagne, in de kleine haventjes Le Pouldu en Doëlan. In 1895 sloot hij een contract af met de Parijse kunsthandelaar Paul Durand-Ruel dat hem in staat stelde zich definitief in Bretagne te vestigen. Daar trok hij er vaak op uit in de omgeving en legde de kust op honderden schilderijen vast.
In Pont-Aven ontmoette Moret in 1888 Paul Gauguin en de andere schilders van de School van Pont-Aven. Ook Van Gogh was met Morets werk bekend en sprak er in een brief uit 1888 aan Bernard zijn bewondering voor uit. Hoewel Moret zeker door de synthetistische stijl van Gauguin en zijn geestverwanten is beïnvloed, bleef zijn werk voornamelijk impressionistisch, zoals ook op Port-Manech duidelijk te zien is.

## Herkomst
- 1901: Durand-Ruel koopt het schilderij van de schilder.
- 1903: Verkocht aan Sergej Sjtsjoekin uit Moskou.
- 1918: Overgebracht naar het Museum voor Nieuwe Westerse Schilderkunst in Moskou.
- 1923: Dit museum gaat op in het Staatsmuseum voor Nieuwe Westerse Kunst.
- 1948: Overgebracht naar de Hermitage.